# ثوم روس
ثوم روس (بالإنجليزية: Thom Ross)‏ هو فنان أمريكي، ولد في 1952.